# Turvashas
Para el héroe rigvédico, consulte Turvasu.
Los turvashas fueron una de las cinco tribus indoarias ―llamadas en conjunto pañcha-yaná (‘cinco razas’)― mencionadas en el Rig-veda (el texto más antiguo de la India, de mediados del II milenio a. C.)
y un milenio más tarde en el Majábharata (texto épico-religioso del siglo III a. C.).
- turvaśa, en el sistema AITS (alfabeto internacional para la transliteración del sánscrito).
- तुर्वश, en escritura devanagari del sánscrito.
- Pronunciación: /turvásha/, poco posible /turuásha/.[2]
- Etimología: del verbo sánscrito turv: ‘dominar, vencer, subyugar, exceder, aventajar’ o ‘ayudar a vencer, ayudar a subyugar’.[2]

Se describe que los turvashas vivían al sureste del Sárasuati, un famoso río desconocido en la región del Pañyab (en la actual Pakistán).
En la actualidad, los turas de Panyab dicen ser descendientes de los turvashas.